# 노비 지진
노비지진(일본어: 濃尾地震 노비지신[*]) 또는 미노·오와리 지진(일본어: 美濃・尾張地震 미노오와리지신[*])은 1891년 10월 28일 일본 기후현 노비평야에서 일어난 일본 역사상 최대의 육지 지각 내 직하형지진이다. 일본 내에서는 신묘년에 일어난 지진이라 신묘진재(일본어: 辛卯震災)라고 부른다.
진앙은 일본 기후현 모토스군 니시네오촌(현재의 모토스시) 지점으로 가와스미 히로시는 기후시 부근을 진앙으로 두고 규모 Mk7.0으로 추정하여 실체 규모를 M8.4라고 결론을 내렸으나 1970년 연구에선 메이지-다이쇼 시기 지진의 규모가 실제보다 0.5 더 크게 추정되었다고 말했다. 진앙과의 거리와 진도의 관계를 당시 데이터를 이용하여 추정한 결과에선 규모 M8.0으로 추정된다. '네오다니 단층지대'가 활동한 전형적인 내륙 지각 내부 지진(직하형지진)이며 일본 육지의 지진 중 관측 사상 최대 규모의 지진이다.
3일 전인 10월 25일 21시 14분(JST)엔 진앙이 이비강 하류인, 전진으로 추정되는 규모 M6.0의 지진이 있었다.
745년 6월 5일(덴표 17년 4월 27일) 일어난 것으로 기록된 역사지진인 덴표 지진이 노비지진과 발생 양식이 거의 비슷하다는 연구도 있다. 또한 1586년 1월 18일(덴쇼 13년 11월 29일) 일어난 덴쇼 지진도 거의 비슷한 지역에 일어나 더 넓은 범위에 피해가 있었으나 진원지가 어딘지는 정확하게 밝혀져 있지 않다.

## 진원 단층
지진을 일으킨 단층에는 료하쿠 산지에서 노비평야 북쪽까지 이어지는 노비 단층대 중의 하나인 네오다니 단층, 우메하라 단층, 온미단층 서북부 지역이 있다. 단층 운동 영역은 후쿠이현 경계인 후쿠이현 노지리정에서 기후현을 걸쳐 아이치현 경계까지 북북서-남남동 방향으로 이어지는 총 길이 76km 가까이의 단층이다. 지표 변위는 양 끄트머리는 수직성분이 많고 가운데 지역은 수평성분이 많았으며, 네오다니 단층의 최대 수평변위는 최대 7.6m이다. 네오촌 미즈토리에서는 네오다니 단층이 상하 6m, 가로 4m 길이로 끊어졌으며 사진기사 세코 야스타로가 촬영한 네오다니 단층의 사진은 미노-오와리 지진의 대표 사진으로 널리 이용되고 있다. 또한 단층을 촬영한 사람도 여러 설이 있는데 주로 인정되는 세코 야스타로 외에도 고토 분지로, 오가와 가즈마 등 여러 명이 있다.
이 지진의 활동은 후쿠이현 경계에서 기후현을 걸쳐 아이치현까지 이어지는 거대단층 외에도 지표상으로는 드러나지 않았지만 노비 단층대의 분기단층인 기후-이치노미야 단층 등 총 5개 단층이 한꺼번에 움직였다고 가정하는 지진모델이 유력하며 이들을 모두 합칠 시 총 지진 모멘트 M0 = 1.5×1020N・m (Mw 7.4)이다.
이번 지진이 일어난 단층의 북북서쪽 연장선상에는 1948년 후쿠이 지진을 일으킨 후쿠이 단층대가 있으며, 남남동쪽 연장선상에는 1945년 미카와 지진을 일으킨 후코즈 단층이 있다.

## 진도

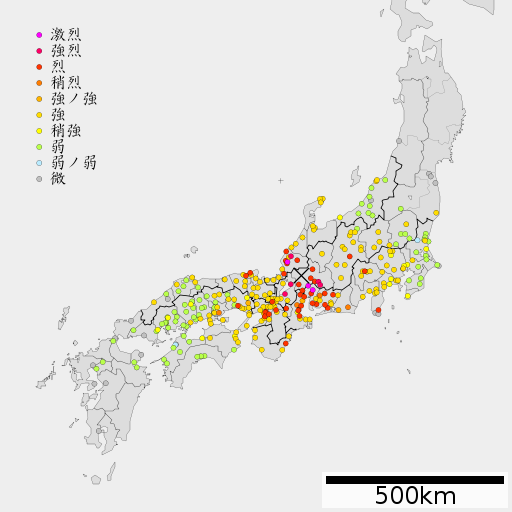
노비 지진의 진도분포도.

당시 일본 내의 지진 관측은 중앙기상대(현 일본 기상청) 및 측후소와 등대, 군제 등의 위탁관측소에서도 이루어져 일본 중앙기상대로 보고되었다. 당시 일본 기상청 진도 계급은 '열진'(현대의 진도6), '강진'(현대의 진도 4-5), '약진'(현대의 진도 2-3), '미진'(현대의 진도1) 4단계였지만 매우 강한 경우에는 '격렬'한 지진으로 보고하였고 기준보다 약간 약한 경우에는 '초(稍)열진' 등으로 등급을 구분하였다. 아래는 강진 이상을 느낀 일본 각지의 진도 분포이다.
| 진도 | 지방          | 관측소 |
| ---- | ------------- | --- |
| 격렬 | 호쿠리쿠 지방 | 이마다테군 사바에정 |
| 격렬 | 도카이 지방   | 하구리군 오타시마촌・히가시카스가이군 가치가와촌 |
| 강렬 | 호쿠리쿠 지방 | 요시다군 |
| 강렬 | 도카이 지방   | 도키군 도키쓰정 |
| 강렬 | 긴키 지방     | 사카타군 나가하마정・가모군 하치만정 |
| 열   | 고신 지방     | 고후시・스와군 가미스와정 |
| 열   | 호쿠리쿠 지방 | 사카이군 미쿠니정・뉴군 아사히촌・오노군 오노정・난조군 다케후정・쓰루가군 쓰루가정 |
| 열   | 도카이 지방   | 구조군 하치만정・가모군 오타정・가니군 미타케정・무기군 고즈치정・시모이시즈군 다카스정・후와군 다루이정・가모군・나카군・호이군 고유촌・아쓰미군 도요하시정・하즈군 니시오정・지타군 한다정・기타시타라군 다구치촌・히가시카모군・아이치군 아쓰타정・구와나군 구와나정・안키군 시로코・아하이군 우에노정 ・쓰 측후소・이이타카군 마쓰사카정・이나베군 오이즈미하라촌・아노우군 신정・미나미무로군 기노모토정 |
| 열   | 긴키 지방     | 구마노군 구미하마촌・다케노군 아미노촌・오토쿠니군 무코정・소라쿠군 기즈촌・오사카 측후소・니시나리군 가와키타촌・사카이시・와카에군야오촌・시키사이군 다카오카촌・나라현 |
| 초열 | 도카이 지방   | 사야군 가케가와정・니시카모군 고로모촌・스즈카군 가메야마정 |
| 초열 | 주고쿠 지방   | 오쿠군 |
| 최강 | 호쿠리쿠 지방 | 미쓰이 은행 쓰루가 지점 (사설) |
| 최강 | 도카이 지방   | 미에군 욧카이치정 |

## 피해
| 지방      | 인적 피해 | 인적 피해 | 가옥 피해 | 가옥 피해 | 기타   |
| --------- | --------- | --------- | --------- | --------- | ------ |
| 지방      | 사망자    | 부상자    | 가옥 붕괴 | 가옥 반파 | 산사태 |
| 미노      | 4,889     | 12,311    | 70,048    | 30,994    | 9,929  |
| 오와리    | 2,331     | 4,550     | 67,771    | 43,570    | 29     |
| 기타 지역 | 53        | 314       | 4,358     | 5,760     | 266    |
| 합계      | 7,273     | 17,175    | 142,177   | 80,324    | 10,224 |

노비평야가 있는 기후현과 아이치현 외에도 인근의 시가현과 후쿠이현에도 피해가 있었다. 메이지 시대 최대 규모의 지진으로 우사미 다쓰오의 "신편일본피해지진총람"에 따르면 사망자 7,273명, 부상자 17,175명, 붕괴 가옥 142,177채로 추산된다. 진앙지 인근에서는 지진의 흔들림으로 산의 나무가 모두 쓰러져 민둥산이 되었다는 전설도 많으며, 기후시와 인근 지역은 화재까지 일어나 피해가 더 커졌다. 기후의 괴멸을 전한 1보에서는 "기후, 없어지다"(ギフナクナル, 岐阜、無くなる)라는 보도로 전했다.
오모리 후카이치가 처음으로 그린 미노-오와리 지진의 진도분포에서는 나고야시 등을 중심으로 한 아이치현에서 기후현, 후쿠이현 내 넓은 지역에서 진도6을 기록했다. 하지만 당시 일본 기상청 진도 계급은 총 4단계로 최대 진도가 현대의 진도6을 넘어서는 정도고 네오다니촌에서 시작해 기후현 서부에서 아이치현에 걸친 넓은 지역에서 가옥붕괴율이 90%를 넘었으며 에치젠 및 미카와 일부 지역인 미노, 오와리에서 진도7 급의 진동을 느낀 것으로 추정된다. 네오다니 단층 위에 위치한 모토스군, 기소 삼강 합류점에선 주택이 100% 파괴된 곳도 있었다.
건축물의 경우 일본 전통 방식의 쿠라(土蔵)는 피해가 비교적 가벼웠지만 나고야성의 성벽이나 에도 시대 이후의 슈쿠바 건물 등 오래 전에 건축된 건물부터 구미 기술로 건축된 근대 건축물 같은 경우에도 나가라강 철교 붕괴를 비롯하여 내진 설계가 되어 있지 않은 교량이나 벽돌건물이 붕괴되었기 때문에 미노-오와리 지진 이후부터 내진 구조에 대한 관심이 높아지고 연구가 발전되었다. 또한 이번 지진의 영향으로 진재예방조사회가 설치되었다. 영국인이자 일본으로 건너와 많은 활동을 한 공학자이자 사진기사인 윌리엄 버튼도 많은 사진을 남겼다.

## 언론 보도

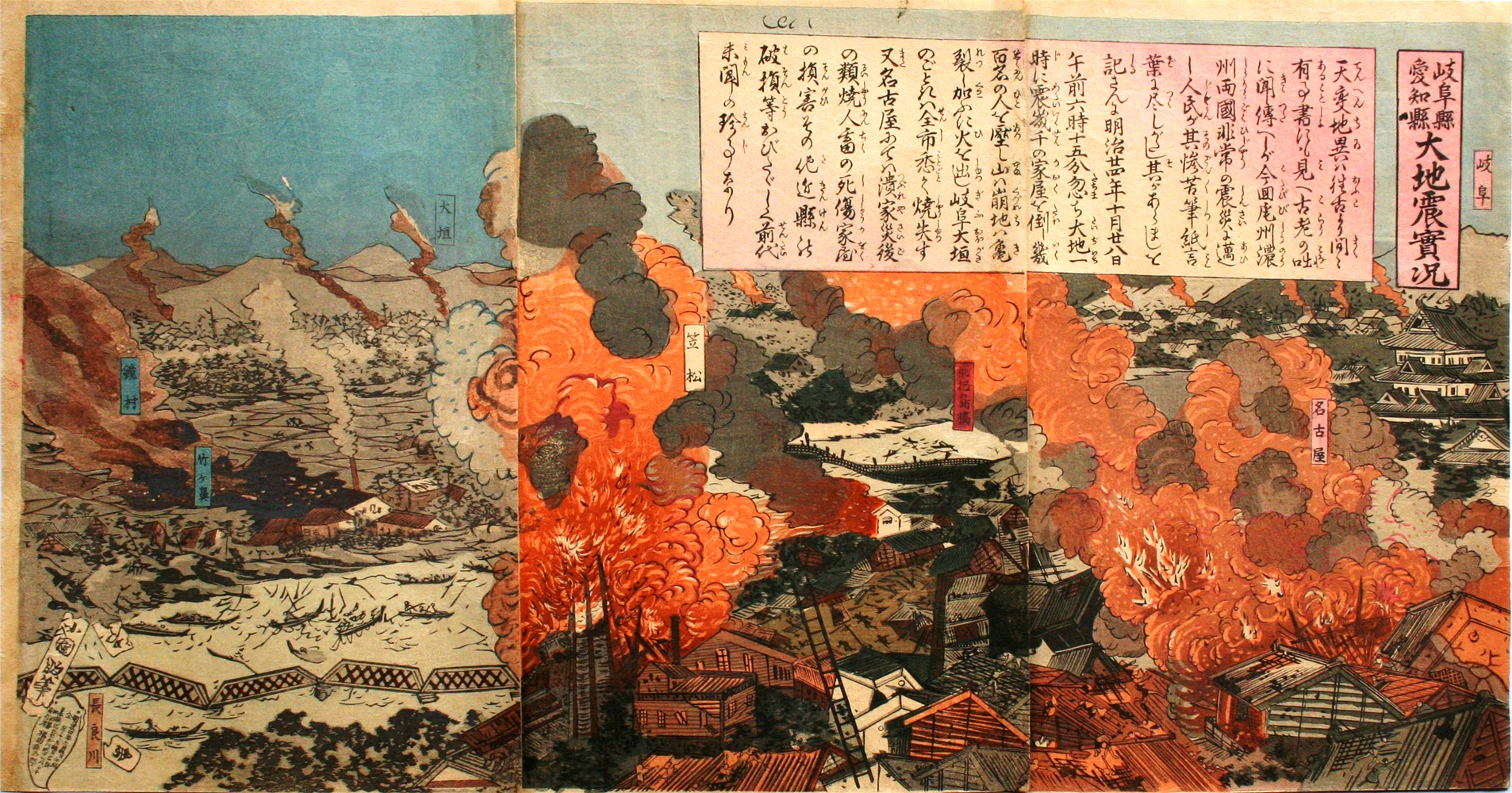
"기후현과 아이치현 대지진 실황"을 그린 삽화

지진으로 인해 전신선도 끊겨 노비 지진의 상황이 빠르게 퍼지지 못했다. 10월 28일 오사카 조간신문은 호외를 내고 히코네, 욧카이치 방면 전신이 불통이며 난바 방적 공장(현 오사카 방적공장)이 붕괴되었다고 보도했다. 도쿄에서는 상황이 더욱 늦게 알려져 도쿄매일신문은 10월 29일 가네사와와 요코하마에서 대지진이 있었다는 소식을 전했으며 그 다음날인 30일에야 "안세이 지진의 재림"이라는 제목으로 지진이 정확하게 알려지고 이후 보도가 정확한 정보로 바뀌었다.
노비 지진에 대한 정보는 해외에도 전해져 29일 런던의 타임스에도 보도되었다. 타임스는 30일 요코하마의 로이터 지 기자를 통해 오사카 및 고베의 피해가 크다는 추측 기사를 싣었다. 일본을 여행하다 오사카에서 노비 지진을 맞은 메리 제인 비커스텐스는 지진 보도를 본 부재중인 가족이 31일 일본에 확인 안부 전보를 보냈고, 11월 1일 고베에서 전보를 받은 비커스텐스는 12월 28일 영국 귀국 직전 프랑스 칼레빌 역에서 기다리고 있던 기자에게 지진 체험기를 전했다.

## 학술적 영향
노비 지진을 본 지진학자 고토 분지로는 단층과 지진과의 관계를 확신하고 단층지진설을 처음 주창하였다. 또한 지진학자 오모리 후사키치는 여진을 연구하여 본진이 일어난 시각과 여진 횟수 사이의 관계를 밝히는 오모리 공식을 발표하였다. 노비 지진같은 경우에는 지진이 일어난 지 약 100년이 지났으나 여진이 이어지고 있다.
노비 지진은 내륙형지진 중에서는 특별히 큰 규모는 아니며 비슷한 규모인 50km 정도의 단층은 일본 각지에서 찾아볼 수 있다.
1944년 도난카이 지진에도 영향을 주었다. 도난카이 지진이 도카이 지진 지역에도 일어나지 않고 하마나코 해역에서 단층 파괴가 끝난 이유는 노비 지진으로 난카이 해곡 지역의 왜곡이 늘어나고 스루가 해곡 지역의 왜곡이 줄어들어 그랬다는 설이 유력하다. 일본 지진예지연락회 전 회장인 모기 기요는 노비 지진으로 도카이 지진의 발생이 대략 20년 정도 늦어졌다고 말했다.

## 방재 영향
현대 지진방재대책의 원점은 노비지진 당시 네오촌에서 시작되었다. 지진을 예측할 순 없어도 예방은 가능하다는 관점에서 지진 발생 이듬해인 1892년 발족한 지진예방조사회를 통해 지진이나 지진 방재에 대한 폭넓은 조사가 시작되어 '지진 예지', '건물의 내진성 향상', '과거 지진사 편찬' 작업이 이루어졌다. 지진예방조사회의 활동은 1923년 간토대지진을 거쳐 도쿄 대학 지진 연구소에 인계되었다.
기후현은 노비 지진이 일어난 10월 28일을 "기후현 지진방재의 날"로 정해 지진방재의 인식을 높이는 사업을 진행하고 있다. 또한 매월 28일을 "기후현 방재점검의 날"로 지정하여 기후현민들에게 매달 방재 태세 점검을 홍보하고 있다.

## 같이 보기
- 연동형 지진
- 진도7

## 참고 문헌
- Burton, W.K.; Ogawa, K; Milne, John (1894). 《Great Earthquake In Japan 1891》. Yokohama, Japan: Lane, Crawford & Co. OCLC 3617644.
- NHK 특별취재팀 (2018년 11월 15일). 《진도7, 무엇이 생사를 갈랐나?》. 번역 김범수. 서울: 황소자리. ISBN 979-11-85093-78-9.